# Szakkez
Szakkez, Saqqez (perzsa nyelven: سقز), más néven Saghez, Saqez, Saqqiz, Saqiz és Sakīz egy város Iránban, Kurdisztán tartományban.

## Történelem
Az irániak ősei és a kurdok  kb. i. e. 1000 körül már Szakkezben és környékén éltek. i. e. a hetedik század közepéig a szkíták Nyugat-Ázsiából  Bartatua (Partatua) – görög hallás szerint Protothüész alatt érkeztek a környékre, Szakkez ekkor a régió politikai központja volt.] A pre-iszlám korszak alatt Saqqez és környéke egy kis országot alkotott, a Sagapeni-t, amelyről úgy vélik, hogy kapcsolatban áll az ősi iráni Sakákkal (szkítákkal), amelyekből a város neve származik.
Az i. e. 653–652. táján a szkíták a médek által lakott területek nagyobb részét ellenőrizték. A Zagrosz vidékén, nagyjából a mai Kurdisztán és Kermánsáh tartományban uralkodtak. E vidék, az asszír birtokok – ma kurdok, a médek örökösei által lakott terület – görögös neve volt Szüromedia (Συρομεδια). Az innen származó madai népet illették görögösen szauromatai, latinosan sarmatae névvel.
A mai Szakkez két részből áll: történelmi és új.

## Galéria

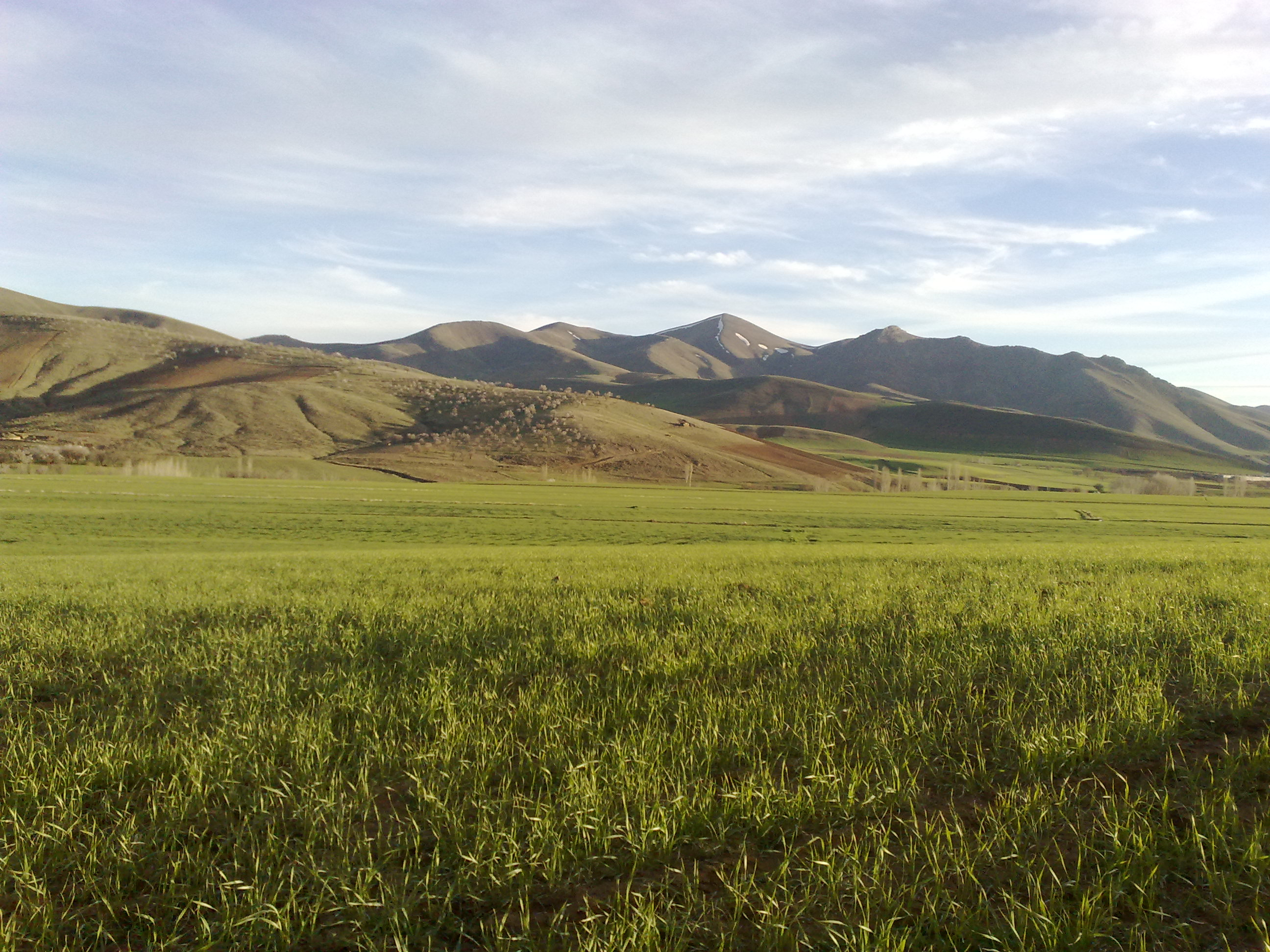
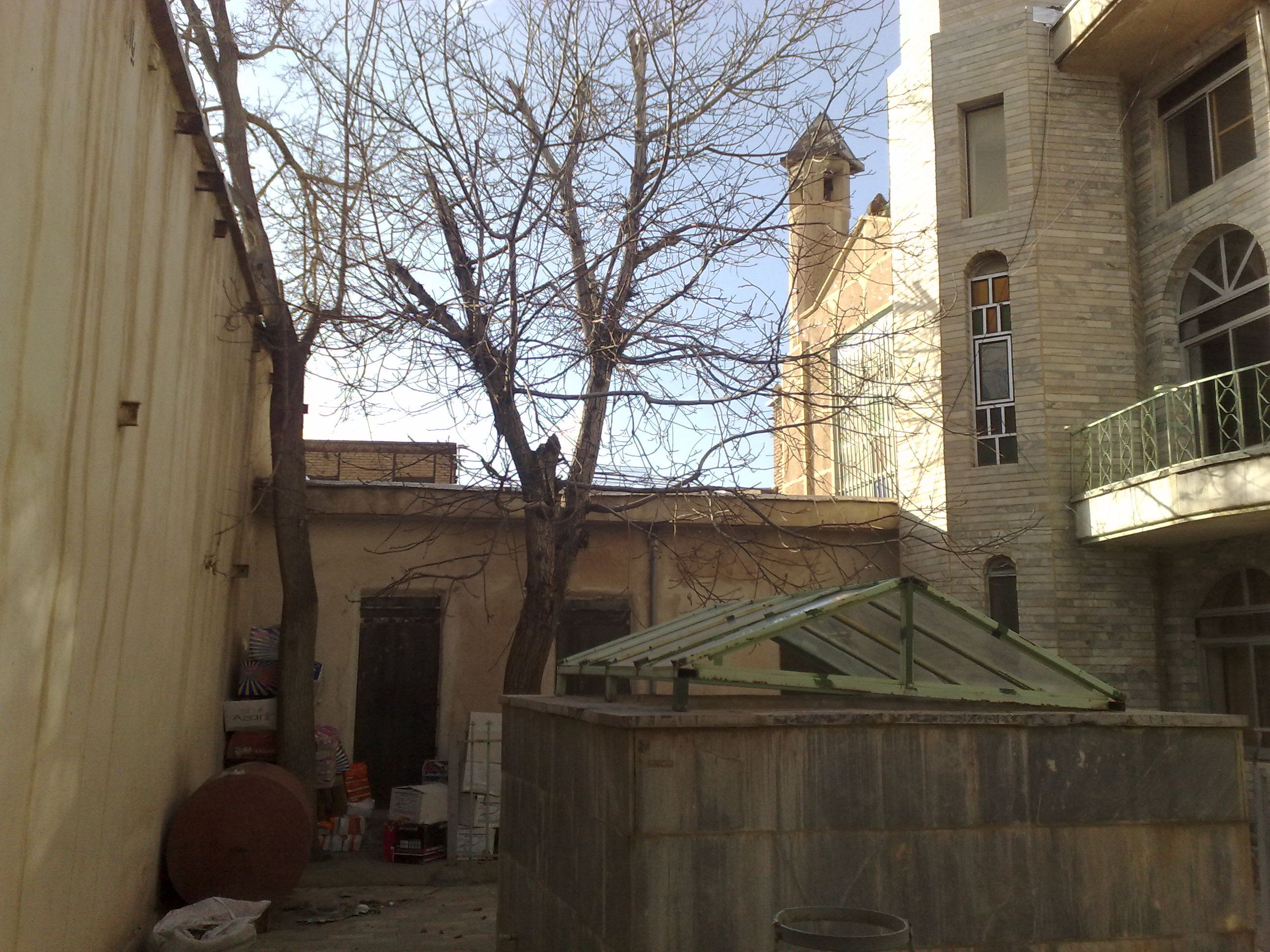
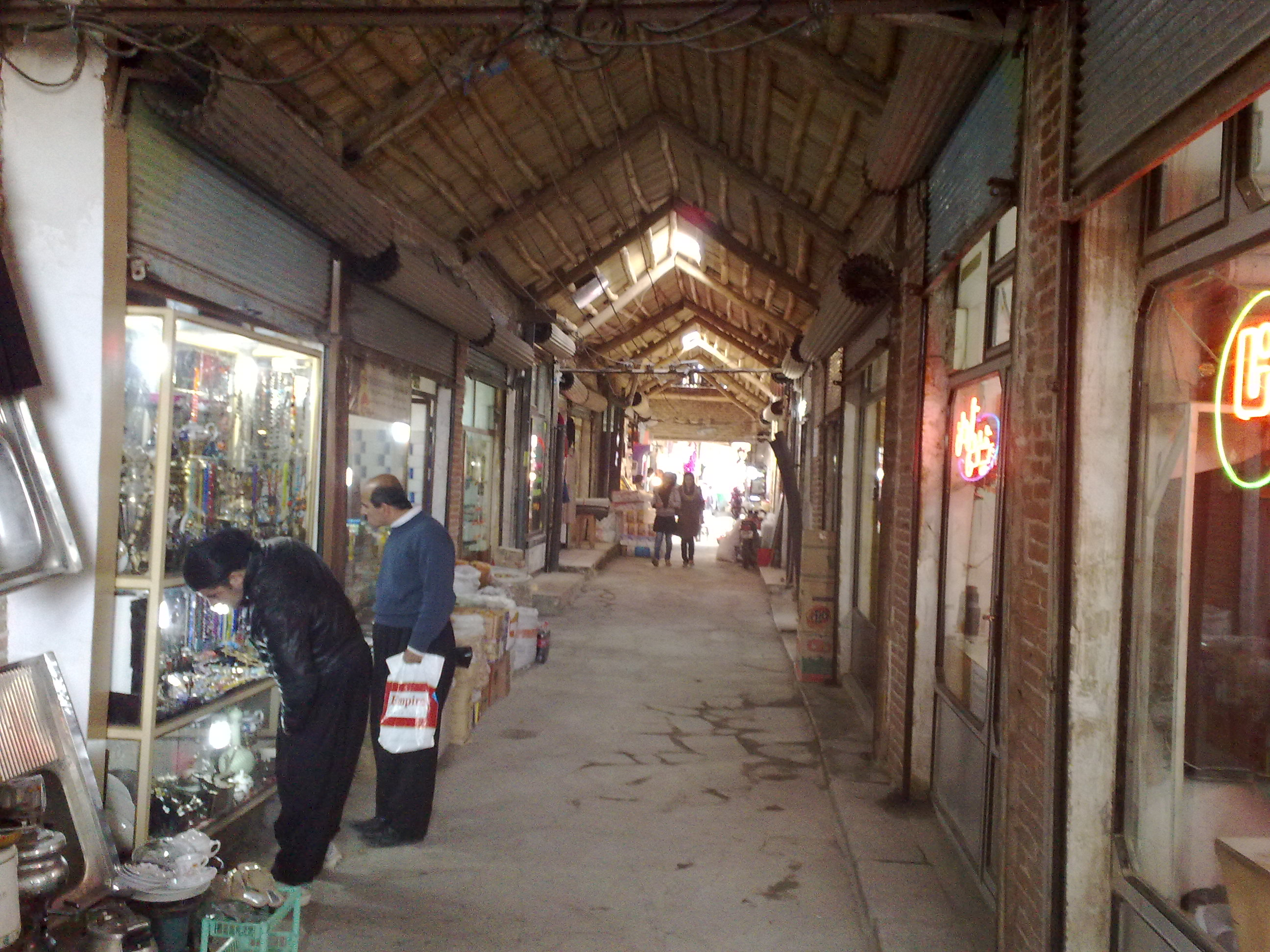